# Sección 178 del Código Penal de Islandia
La sección 178 del Código Penal de Islandia fue un artículo del Código Penal islandés de 1869 que criminalizó las «relaciones sexuales contra la naturaleza» y que en la práctica constituyó una prohibición legal a las relaciones entre personas del mismo sexo, además de la zoofilia y el sexo anal entre parejas heterosexuales. El artículo estuvo vigente desde 1869 hasta 1940, aunque solo se han encontrado registros de cuatro hombres acusados bajo esta sección, de los cuales solo uno recibió sentencia.

## Adopción
Islandia formó parte del Reino de Dinamarca hasta 1944, por la que las leyes de ambos países estuvieron estrechamente conectadas por largo tiempo. Antes de la aprobación del Código Penal de 1869, Islandia utilizó el Código Penal del rey Cristián V de Dinamarca, que castigaba las «relaciones sexuales que sean en contra de la naturaleza» con la pena de muerte en la hoguera.
En 1867, el rey de Dinamarca envío a Islandia una propuesta de un nuevo Código Penal, aunque el texto representaba casi una traducción literal del Código Penal danés de 1866. Esta propuesta incluyó la sección 178, que era una traducción de la sección 177 de su contraparte danesa. El texto de la sección 178 señalaba:

Las relaciones sexuales contra la naturaleza serán castigadas con trabajos forzados en un correccional.

La sección 178 no produjo debate durante las discusiones del Alþingi sobre el Código Penal y fue aprobada como parte de su capítulo 16, que trataba sobre los llamados «Crímenes contra la castidad» e incluía delitos como el incesto, las violaciones sexuales y el adulterio. Una diferencia de la sección 178 con el resto de las secciones del capítulo era que la mayoría de ellas especificaba el sexo del acusado como masculino, mientras que la 178 no diferenciaba el sexo de los participantes. No obstante, en la práctica se entendía que una relación sexual debía incluir algún tipo de penetración, por lo que era asumido que la ley solo aplicaba a las relaciones homosexuales masculinas. Además, no se han encontrado registros de que alguna mujer haya sido acusada bajo la sección 178. Finalmente, Islandia adoptó el Código Penal en 1869.

## Enjuiciamientos

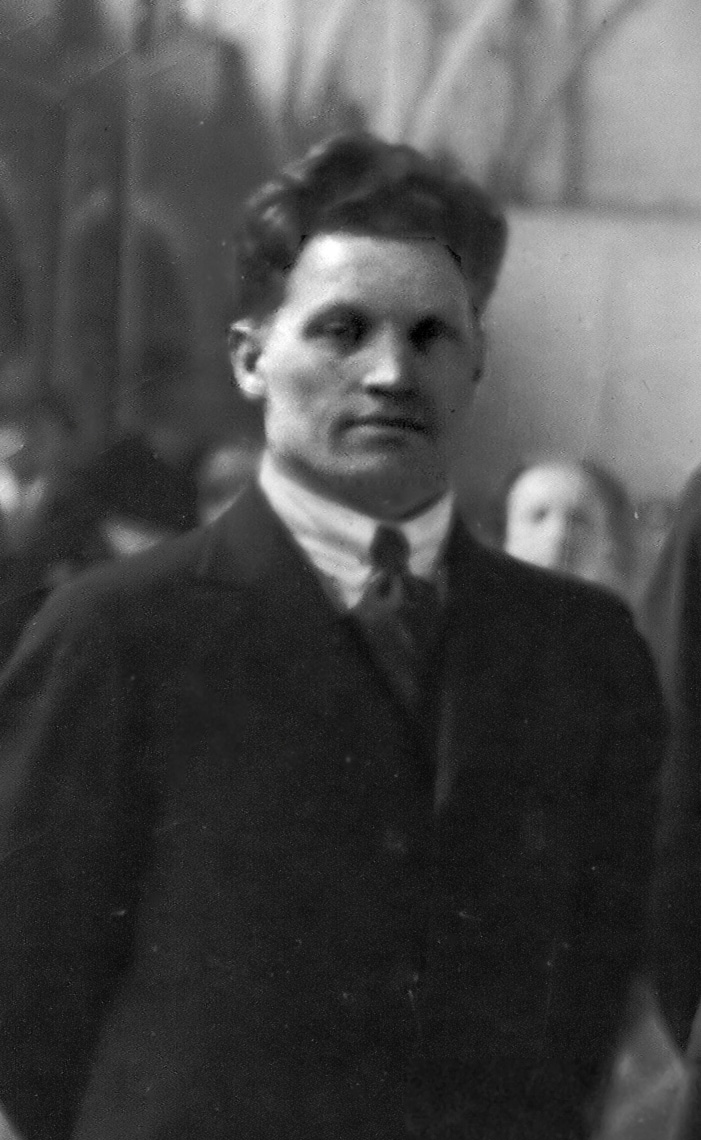
Gordon Sigurjonsson en 1920, única persona sentenciada bajo la sección 178 en Islandia.

El primer caso del que se tiene registro de una persona acusada de homosexualidad en base a la sección 178 ocurrió en 1924 e involucró al reconocido deportista Gordon Sigurjonsson, quien participó en los Juegos Olímpicos de Londres 1908 y sirvió como soldado en la Primera Guerra Mundial. En enero de 1924, un hombre llamado Steindór presentó una acusación contra Sigurjonsson por supuestos malos tratos a los pacientes del hospital psiquiátrico en Reikiavik donde trabajaba, además de por «tener relaciones sexuales con su mismo sexo». Steindór también acusó a Sigurjonsson de intentar «hacerle el amor» y buscar su afecto.
Cinco testigos aseveraron haber tenido interacciones de carácter sexual con Sigurjonsson, pero él negó los hechos. Luego de un mes, la Corte Distrital de Reikiavik asumió el caso, donde Sigurjonsson siguió negando haber maltratado a los pacientes del hospital, pero admitió que mantuvo relaciones sexuales con hombres durante los 18 años anteriores. La Corte finalmente lo absolvió de la acusación por malos tratos, pero lo condenó a ocho meses de prisión por tener relaciones homosexuales. Reconocidos médicos como Gudmundur Thoroddsen y Gudmundur Björnsson pidieron sin éxito al primer ministro que ofreciera un indulto a Sigurjonsson, además de aseverar que la sección 178 era anticuada y que, desde el punto de vista científico, Sigurjonsson no había cometido ningún delito. Aunque la condena era de ocho meses, las autoridades lo liberaron a los tres meses.
Los otros tres juicios conocidos en base a la sección 178 ocurrieron en 1928, aunque al menos uno de ellos fue por una acusación de zoofilia y no por relaciones sexuales entre personas del mismo sexo. Del segundo caso solo se conserva una carta pidiendo un indulto para el acusado, quien es descrito como un hombre «idiota, que no puede aprender». El último juicio involucró a un muchacho de 16 años acusado de violar a un niño de seis años. Ninguno de estos tres casos llevó a una condena de reclusión, por lo que Sigurjonsson es la única persona sentenciada por homosexualidad en Islandia de la que se tenga registro.
En agosto de 1935, Sigurjonsson recibió un indulto por iniciativa del primer ministro islandés, Hermann Jónasson.

## Derogación
En 1939, se presentó ante el Alþingi una propuesta para un nuevo Código Penal preparada por el juez de la Corte Suprema Thórdur Eyjólfsson. Esta propuesta estuvo basada en gran medida en el Código Penal danés de 1930, aunque con varias modificaciones. Entre los cambios en relación con el 
Código de 1869 estaba la eliminación de la sección 178, hecho que fue mencionado durante las discusiones sobre la propuesta pero que no produjo oposición. El Código Penal fue aprobado el 12 de febrero de 1940 y entró en vigencia el 12 de agosto del mismo año, con lo que las relaciones sexuales entre personas adultas del mismo sexo quedaron despenalizadas.
Aunque la aprobación de esta ley despenalizó la homosexualidad, al mismo tiempo introdujo las secciones 203 y 207, que establecieron normas más estrictas para las relaciones sexuales entre personas del mismo sexo en comparación con las heterosexuales. Ambas secciones fueron incluidas en el capítulo 22 del Código Penal, que trataba sobre las «Violaciones a la castidad».
La sección 203 estaba dividida en tres incisos. El primero señalaba que en caso de que alguno de los crímenes definidos en las secciones 194 a 198 y el primer inciso de la 200 (que se referían a distintos tipos de violaciones sexuales) fueran cometidos en el contexto de una relación homosexual, la condena sería de hasta seis años de reclusión. El segundo y tercer inciso se referían a la edad de consentimiento y a la definición de estupro para las relaciones entre personas del mismo sexo. En lo referente a la edad de consentimiento, el segundo inciso estableció una edad de 18 años para las relaciones homosexuales, cuatro años más que para las heterosexuales. La edad de las víctimas de estupro, que en el caso de las relaciones heterosexuales era de 14 a 16 años, fue fijada en 18 a 21 años para las relaciones entre personas del mismo sexo, con una pena de hasta dos años de reclusión. La sección 207, por su lado, criminalizó la prostitución homosexual.
El Alþingi derogó las secciones 203 y 207 en 1992, lo que igualó las leyes penales sobre relaciones heterosexuales y homosexuales.